# Nickelodeon Kids’ Choice Awards 2021
34. gala Nickelodeon Kids’ Choice Awards odbyła się 13 marca 2021 na amerykańskim Nickelodeon. Prowadzącym galę był amerykański aktor i komik Kenan Thompson. Jest to druga ceremonia, która odbyła się wirtualnie z powodu pandemii koronawirusa COVID-19.

## Prowadzący
- Kenan Thompson

## Nominacje
Nominacje zostały oficjalnie potwierdzone dnia 2 lutego 2021.

### Film
| - Doktor Dolittle - Hamilton - Hubie ratuje Halloween - Mulan - Sonic. Szybki jak błyskawica - Wonder Woman 1984 (wygrana) - Jim Carrey jako dr Robotnik z filmu Sonic. Szybki jak błyskawica - Robert Downey Jr. jako doktor John Dolittle z filmu Doktor Dolittle (wygrana) - Will Ferrell jako Lars Erickssong z filmu Eurovision Song Contest: Historia zespołu Fire Saga - Lin Manuel-Miranda jako Alexander Hamilton z filmu Hamilton - Chris Pine jako Steve Trevor z filmu Wonder Woman 1984 - Adam Sandler jako Hubie Dubois z filmu Hubie ratuje Halloween - Millie Bobby Brown jako Enola Holmes z filmu Enola Holmes (wygrana) - Gal Gadot jako Diana Prince / Wonder Woman z filmu Wonder Woman 1984 - Anne Hathaway jako Jej Wysokość Wiedźma z filmu Wiedźmy - Vanessa Hudgens jako Stacy De Novo / Lady Margaret Delacourt / Lady Fiona Pembroke z filmu Zamiana z księżniczką 2 - Liu Yifei jako Mulan z filmu Mulan - Melissa McCarthy jako Carol Peters z filmu Superintelligence | - Naprzód - Fineasz i Ferb: Fretka kontra Wszechświat - Krudowie 2: Nowa era - Trolle 2 - Scooby-Doo! - Co w duszy gra (wygrana) - Tina Fey jako 22 z filmu Co w duszy gra - Jamie Foxx jako Joe Gardener z filmu Co w duszy gra - Anna Kendrick jako Poppy z filmu Trolle 2 (wygrana) - Chris Pratt jako Barley Lightfoot z filmu Naprzód - Ryan Reynolds jako Guy z filmu Krudowie 2: Nowa era - Emma Stone jako Eep z filmu Krudowie 2: Nowa era - Justin Timberlake jako Branch z filmu Trolle 2 |

### Telewizja
| - Alexa & Katie (wygrana) - Czy boisz się ciemności? - Niebezpieczny oddział - Niebezpieczny Henryk - High School Musical: The Musical: The Series - Raven na chacie - Czarno to widzę - Cobra Kai - Chybić Farah - Pełniejsza chata - Stranger Things - The Mandalorian - Młody Sheldon - Ella Anderson jako Piper Hart z serialu Niebezpieczny Henryk - Millie Bobby Brown jako Eleven z serialu Stranger Things (wygrana) - Candace Cameron Bure jako D.J. Tanner-Fuller z serialu Pełniejsza chata - Camila Mendes jako Veronica Lodge z serialu Riverdale - Raven-Symoné jako Raven Baxter z serialu Raven na chacie - Sofia Wylie jako Gina z serialu High School Musical: The Musical: The Series | - Iain Armitage jako Sheldon Cooper z serialu Młody Sheldon - Joshua Bassett jako Ricky Bowen z serialu High School Musical: The Musical: The Series - Dylan Gilmer jako Young Dylan z serialu Young Dylan - Caleb McLaughlin jako Lucas Sinclair z serialu Stranger Things - Jace Norman jako Henryk Hart / Niebezpieczny z serialu Niebezpieczny Henryk / Niebezpieczny oddział (wygrana) - Finn Wolfhard jako Mike Wheeler z serialu Stranger Things - America’s Got Talent (wygrana) - American Idol - American Ninja Warrior Junior - Lego Masters - The Masked Singer - The Voice - Alvin i wiewiórki - Legenda Isla Nublar - SpongeBob Kanciastoporty (wygrana) - Młodzi Tytani: Akcja! - Dzieciak rządzi: Znowu w grze - Harmidom |

### Muzyka
| - Black Eyed Peas - Blackpink - BTS (wygrana) - Jonas Brothers - Maroon 5 - OneRepublic - Justin Bieber (wygrana) - Drake - Post Malone - Shawn Mendes - Harry Styles - The Weeknd - Beyoncé - Billie Eilish - Selena Gomez - Ariana Grande (wygrana) - Katy Perry - Taylor Swift | - „Yummy” – Justin Bieber - „Dynamite” – BTS (wygrana) - „Toosie Slide” – Drake - „Wonder” – Shawn Mendes - „Ahwak” – Abu - „Cardigan” – Taylor Swift - „Ya Lil” – Ramage - „Blinding Lights” – The Weeknd - „Be Kind” – Marshmello i Halsey - „Holy” – Justin Bieber i Chance the Rapper - „Ice Cream” – Blackpink i Selena Gomez - „Lonely” – Justin Bieber i Benny Blanco - „Rain on Me” – Lady Gaga i Ariana Grande - „Stuck with U” – Ariana Grande i Justin Bieber (wygrana) - BTS (Azja) (wygrana) - David Guetta (Europa) - Master KG (Afryka) - Savannah Clarke (Australia) - Sebastián Yatra (Ameryka Łacińska) - Taylor Swift (Ameryka Północna) |

### Sport
| - Simone Biles (wygrana) - Alex Morgan - Naomi Ōsaka - Candace Parker - Megan Rapinoe - Serena Williams | - Tom Brady - Stephen Curry - LeBron James (wygrana) - Patrick Mahomes - Lionel Messi - Russell Wilson |

### Pozostałe kategorie
| - Emma Chamberlain - Charli D’Amelio (wygrana) - GamerGirl - Addison Rae - JoJo Siwa - Maddie Ziegler - James Charles (wygrana) - Jason Derulo - David Dobrik - Ryan’s World - MrBeast - Ninja | - Among Us (wygrana) - Animal Crossing: New Horizons - Fortnite - Minecraft - Pokémon Go - Roblox |